# Angwat
Angwat est un personnage légendaire du peuple Shilluk  (Soudan du Sud), fille du crocodile Ud Diljil et la sœur cadette de Nyikaya. Elle est la seconde épouse du roi Okwa, le souverain légendaire d'un pays mystérieux où la mort n'existe pas. Elle est la mère de trois garçons: Ju, Otono et Gilo (ancêtre des Anuak). Après la disparition du roi Okwa, elle aurait pris le parti de Nyikang (contre Duwat) puis l'aurait accompagné dans sa migration jusque vers l'actuel Shillukland.